# Quadrophenia
Quadrophenia ist ein Musikalbum der britischen Rockgruppe The Who. Es erschien als Doppel-LP im Oktober 1973 und war nach Tommy die zweite Rockoper der Gruppe.

## Entstehung
Die Lieder wurden von Pete Townshend komponiert. Dieser setzte in manchen Stücken (Love Reign o’er Me, Cut My Hair, Quadrophenia) wie auf dem vorherigen Album Synthesizer ein. Vor allem verwendete er das damals neue Streicherkeyboard. Es wurden auch Aufnahmen von Meeresrauschen, Partys und vorbeifahrenden Zügen eingesetzt, um den Sound des Albums zu erweitern. Quadrophenia stellte eine Rückschau Townshends auf die Wurzeln der Who im London der frühen 1960er Jahre dar.
Quadrophenia wurde von der Gruppe selbst produziert, wobei man zuerst versuchte, die früher erfolgreiche Zusammenarbeit mit Kit Lambert fortzusetzen. Aufgenommen wurde das Album im Mai 1972 und von Juni bis August 1973 im noch nicht ganz fertiggestellten eigenen Studio der Band, dem Ramport Studio, genannt The Kitchen, im Londoner Stadtteil Battersea. Abgemischt wurden die Bänder in Pete Townshends Studio Eel Pie Sound in London.
Laut Richard Barnes, Autor des Buches The Who – Maximum R&B, war das Album eine Reaktion auf den Erfolg von Tommy. Da die Resonanz auf die erste Rockoper sehr groß war und man nicht darauf reduziert werden wollte, schrieb Townshend letztlich Quadrophenia.

## Bedeutung des Titels
Die Anmerkungen auf dem Cover geben einen Hinweis auf die Bedeutung des Albumtitels. Es handelt sich um eine Abwandlung des Begriffs Schizophrenie (engl. schizophrenia). Die Hauptfigur der Geschichte, Jimmy, ein in den frühen 1960er Jahren lebender Mod, wird als Charakter mit vier Persönlichkeiten beschrieben. Jede davon repräsentiert ein Mitglied der Band The Who:
- A tough guy, a helpless dancer. (Roger Daltrey)
- A romantic, is it me for a moment? (John Entwistle)
- A bloody lunatic, I'll even carry your bags. (Keith Moon)
- A beggar, a hypocrite, love reign over me. (Pete Townshend)

## Das Konzept des Albums
In den Anmerkungen zur neu abgemischten CD Odds & Sods ist zu lesen, dass Pete Townshend Quadrophenia aus einer Idee entwickelte, die um das Konzept einer Autobiografie der Band und ihrer Mitglieder angesiedelt war. Von dieser Grundidee blieb allerdings nur die symbolische Repräsentierung der Gruppenmitglieder als die vier Facetten der Persönlichkeit der Hauptfigur der Geschichte, widergespiegelt in den Titeln Helpless Dancer (Roger’s Theme), Bell Boy (Keith’s Theme), Is It Me? (John’s Theme) und Love Reign O’er Me (Pete’s Theme).
Die Geschichte spielt im London der frühen 60er Jahre und beschreibt das Leben des einsamen, jungen Mods Jimmy und seine Probleme beim Übergang zum Erwachsenwerden.
Aus der Ich-Perspektive erzählt Jimmy von seinem Selbstzweifel, seinen Frustrationen und den unbeantworteten Fragen, die sein Leben kennzeichnen. Der Zuhörer erhält Einblicke in Jimmys Alltag: seine Probleme mit den Eltern, sein öder Job und seine erfolglosen Bemühungen um soziale Anerkennung. Bestätigung erhofft sich Jimmy durch seine Zugehörigkeit zur Mod-Kultur. In dieser Gemeinschaft glaubt er, einen Sinn für sein Leben zu finden.
Aber die Unsicherheiten bleiben. Hin- und hergerissen zwischen den verschiedenen Facetten seines Ichs flieht Jimmy nach Brighton. Dort stiehlt er ein Boot und fährt damit zu einem Felsen vor der Küste. Das Boot treibt aufs Meer und Jimmy sitzt jetzt auf diesem Felsen und wird sich seiner „Quadrophenie“ bewusst. Ob Jimmy Selbstmord begeht oder, nach Townshend, „sich nur die Füße nass macht“, soll der Zuhörer selbst entscheiden.

## Formate
Quadrophenia wurde ursprünglich als Doppel-LP mit einem Aufklapp-Cover und einem umfangreichen Booklet veröffentlicht. Das Booklet enthielt die Songtexte, eine Textfassung der Geschichte und Fotos zur Illustration. Artdirector war Ethan Russell, der für seine Arbeit eine Grammy-Nominierung in der Kategorie Best Recording Package erhielt. Von ihm stammen auch die Fotos im Booklet, im Innern des Klappcovers und auf der Rückseite der Plattenhülle. Das Frontcoverfoto erstellte Graham Hughes nach einer Idee von Roger Daltrey.
1985 erschien das Album erstmals auf einer Doppel-CD mit den Songtexten und der Geschichte auf einem dünnen Faltblatt, allerdings ohne Fotos. Die neu abgemischte CD-Fassung aus dem Jahr 1996 enthält das komplette ursprüngliche Booklet im Kleinformat.
1979 erschien die gleichnamige Verfilmung Quadrophenia des Albums.
2012 veröffentlichte die deutsche Band Die Ärzte auf ihrer Single zeiDverschwÄndung eine B-Seite namens Quadrophenia. In dieser Hommage werden auch Keith Moon und Pete Townshend erwähnt.

## Titelliste
LP/CD 1
1. I Am the Sea
2. The Real Me
3. Quadrophenia
4. Cut My Hair
5. The Punk and the Godfather
6. I’m One
7. The Dirty Jobs
8. Helpless Dancer
9. Is It in My Head?
10. I’ve Had Enough

LP/CD 2
1. 5:15
2. Sea and Sand
3. Drowned
4. Bell Boy
5. Doctor Jimmy
6. The Rock
7. Love Reign o’er Me

## Kommerzieller Erfolg

### Chartplatzierungen
| ChartsChartplatzierungen       | Höchstplatzierung | Wochen |
| ------------------------------ | ----------------- | ------ |
| Deutschland (GfK)              | 7 (28 Wo.)        | 28     |
| Österreich (Ö3)                | 8 (12 Wo.)        | 12     |
| Vereinigte Staaten (Billboard) | 2 (40 Wo.)        | 40     |
| Vereinigtes Königreich (OCC)   | 2 (15 Wo.)        | 15     |

| ChartsJahrescharts (1974) | Platzierung |
| ------------------------- | ----------- |
| Deutschland (GfK)         | 25          |

### Auszeichnungen für Musikverkäufe
| Land/Region                  | Auszeichnungen für Musikverkäufe (Land/Region, Auszeichnung, Verkäufe) | Verkäufe  |
| ---------------------------- | ---------------------------------------------------------------------- | --------- |
| Frankreich (SNEP)            | Gold                                                                   | 100.000   |
| Vereinigte Staaten (RIAA)    | Platin                                                                 | 1.000.000 |
| Vereinigtes Königreich (BPI) | Gold                                                                   | 100.000   |
| Insgesamt                    | 2× Gold · 1× Platin ·                                                  | 1.200.000 |